# Kolagadalu, Madikeri
Kolagadalu là một làng thuộc tehsil Madikeri, huyện Kodagu, bang Karnataka, Ấn Độ.